# Società Sportiva Calcio Bari 2019-2020
Questa voce raccoglie le informazioni riguardanti la Società Sportiva Calcio Bari nelle competizioni ufficiali della stagione 2019-2020.

## Stagione

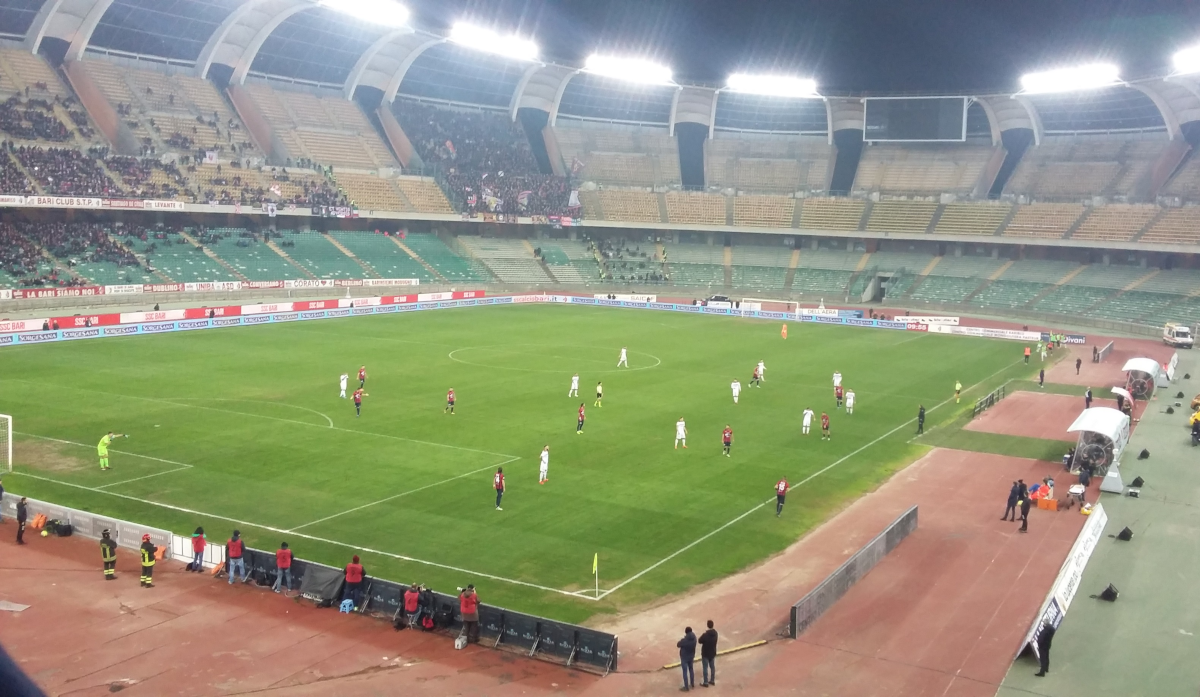
Una fase dell'incontro Bari-Potenza dell'8 dicembre 2019, finito 2-1 in favore dei padroni di casa; le due squadre non s'incontravano dal 1976.

Nella stagione 2019-2020 dopo la vittoria del girone I del campionato di Serie D nella passata stagione, il Bari torna tra i professionisti disputando il suo ottavo campionato di Serie C (nono comprendendo la Serie C1 1983-1984), categoria dalla quale mancava da 35 anni. Partecipa anche alla Coppa Italia Serie C. Viene confermato in panchina Giovanni Cornacchini e il suo staff.
Il 22 settembre 2019, dopo un deludente avvio di stagione con sette punti conquistati nelle prime cinque giornate e la precoce eliminazione alla fase a gironi dalla Coppa Italia Serie C, il tecnico Cornacchini e il suo vice Marolda vengono sollevati dai rispettivi incarichi. Due giorni dopo viene ufficializzato l'ingaggio di Vincenzo Vivarini. La squadra biancorossa chiude il girone d'andata al secondo posto, in ex aequo col Potenza, con 39 punti conquistati frutto di 11 vittorie, 6 pareggi e 2 sconfitte e una serie di risultati utili consecutivi da 14 giornate.
A causa della pandemia di COVID-19 il campionato di Serie C è stato chiuso alla 30ª giornata, con il Bari che conclude la stagione al secondo posto in classifica con 60 punti, dietro la Reggina promossa diretta in Serie B. Il secondo posto qualifica il Bari per i quarti di finale dei Play-off, giocati contro la Ternana con la quale pareggiano (1-1), ma i biancorossi superano il turno perché meglio piazzati in campionato, qualificandosi per la semifinale da giocare contro la Carrarese, che viene sconfitta (2-1) dopo i tempi supplementari. Così il Bari stacca il pass per la finale in gara unica, giocata al Mapei Stadium di Reggio Emilia, contro la Reggio Audace, gli emiliani vincono (1-0) e salgono di categoria, mentre il Bari vede sfumare di un soffio la promozione in Serie B. Resta la soddisfazione di un'ottima stagione, e di aver espresso anche il capocannoniere del girone con Mirco Antenucci che ha firmato 20 reti in 29 partite giocate in campionato, una nei Play-off e 2 in Coppa Italia.

## Divise e sponsor
Per la stagione 2019-2020 lo sponsor tecnico è Robe di Kappa, mentre gli sponsor ufficiali sono Sorgesana, Peroni, Banca Popolare di Puglia e Basilicata e DAZN.
| 1ª divisa | 2ª divisa | 3ª divisa |

## Organigramma societario
Di seguito sono riportati i membri dello staff del Bari.
Area direttiva
- Amministratore unico: Luigi De Laurentiis
- Club manager: Matteo Scala
- Segretario generale: Antonello Ippedico
- Segretario: Davide Teti
- Brand Ambassador: Franco Brienza

Area comunicazione e marketing
- Area Comunicazione: Valeria Belviso, Leonar Pinto
- Sicurezza e Stadio: Vito Fanelli
- Ticketing: Francesco Laforgia
- Marketing: Cube Comunicazione Srl
- SLO: Vittorio Guglielmi

Area sportiva
- Direttore sportivo: Giuseppe Pompilio
- Team manager: Gianni Picaro
- Coordinatore Area Scouting: Franco Brienza

Area tecnica
- Allenatore: Giovanni Cornacchini (fino al 22/09/2019), Vincenzo Vivarini
- Allenatore in seconda: Tommaso Marolda (fino al 22/09/2019), Andrea Milani
- Collaboratori tecnici: Luca Cacioli e Enrico Bortolas
- Responsabile preparatore atletico: (dal 24/09/2019) Antonio Del Fosco
- Preparatore atletico: Luca Lancioni
- Preparatore portieri: Roberto Maurantonio
- Magazzinieri: Pasquale Lorusso, Vito Bux

Area sanitaria
- Medici: Giovanni Battista Ippolito, Emanuele Caputo e Vito Ungaro
- Fisioterapisti: Gianluca Cosentino, Alessandro Schena e Francesco Sorgente.

## Rosa
| N. |                    | Ruolo | Calciatore                   |
| -- | ------------------ | ----- | ---------------------------- |
| 1  | Italia (bandiera)  | P     | Pierluigi Frattali           |
| 3  | Italia (bandiera)  | D     | Marco Perrotta               |
| 4  | Italia (bandiera)  | D     | Filippo Costa                |
| 5  | Italia (bandiera)  | D     | Giuseppe Esposito            |
| 6  | Italia (bandiera)  | D     | Valerio Di Cesare (capitano) |
| 7  | Italia (bandiera)  | A     | Mirco Antenucci              |
| 8  | Italia (bandiera)  | C     | Zaccaria Hamlili             |
| 9  | Italia (bandiera)  | A     | Simone Simeri                |
| 10 | Tunisia (bandiera) | C     | Karim Laribi                 |
| 10 | Italia (bandiera)  | A     | Roberto Floriano             |
| 11 | Italia (bandiera)  | A     | Samuele Neglia               |
| 12 | Italia (bandiera)  | P     | Luca Liso                    |
| 13 | Italia (bandiera)  | D     | Alessio Sabbione             |
| 14 | Italia (bandiera)  | A     | Rocco Costantino             |
| 14 | Niger (bandiera)   | C     | Theophilus Awua              |

| N. |                      | Ruolo | Calciatore           |
| -- | -------------------- | ----- | -------------------- |
| 16 | Italia (bandiera)    | D     | Francesco Corsinelli |
| 17 | Italia (bandiera)    | A     | Eugenio D'Ursi       |
| 18 | Italia (bandiera)    | D     | Matteo Ciofani       |
| 18 | Polonia (bandiera)   | C     | Tomasz Kupisz        |
| 19 | Italia (bandiera)    | D     | Pierluigi Pinto      |
| 19 | Argentina (bandiera) | A     | Franco Ferrari       |
| 20 | Italia (bandiera)    | C     | Michael Folorunsho   |
| 21 | Italia (bandiera)    | C     | Raffaele Bianco      |
| 22 | Italia (bandiera)    | P     | Davide Marfella      |
| 23 | Italia (bandiera)    | C     | Andrea Schiavone     |
| 24 | Italia (bandiera)    | D     | Bruno Cascione       |
| 26 | Italia (bandiera)    | C     | Filippo Berra        |
| 27 | Italia (bandiera)    | A     | Giovanni Terrani     |
| 28 | Italia (bandiera)    | C     | Mattia Maita         |
| 29 | Italia (bandiera)    | C     | Manuel Scavone       |

## Calciomercato

### Sessione estiva(dall'1/7 al 2/9)
| Acquisti | Acquisti             | Acquisti     | Acquisti   |
| R.       | Nome                 | da           | Modalità   |
| -------- | -------------------- | ------------ | ---------- |
| P        | Pierluigi Frattali   | Parma        | definitivo |
| P        | Davide Marfella      | Napoli       | definitivo |
| D        | Filippo Costa        | Napoli       | prestito   |
| D        | Bruno Cascione       | -            | svincolato |
| D        | Alessio Sabbione     | Carpi        | definitivo |
| D        | Marco Perrotta       | Pescara      | definitivo |
| D        | Giuseppe Esposito    | Napoli       | definitivo |
| C        | Tomasz Kupisz        | Ascoli       | definitivo |
| C        | Manuel Scavone       | Parma        | definitivo |
| C        | Michael Folorunsho   | Napoli       | prestito   |
| C        | Francesco Corsinelli | Piacenza     | definitivo |
| C        | Andrea Schiavone     | -            | svincolato |
| C        | Filippo Berra        | Pro Vercelli | definitivo |
| C        | Raffaele Bianco      | -            | svincolato |
| C        | Theophilus Awua      | Spezia       | prestito   |
| A        | Giovanni Terrani     | Piacenza     | definitivo |
| A        | Mirco Antenucci      | SPAL         | definitivo |
| A        | Eugenio D'Ursi       | Napoli       | prestito   |
| A        | Franco Ferrari       | Napoli       | prestito   |

| Cessioni | Cessioni            | Cessioni     | Cessioni                 |
| R.       | Nome                | a            | Modalità                 |
| -------- | ------------------- | ------------ | ------------------------ |
| P        | Andrea Bellussi     | -            | svincolato               |
| P        | Roberto Maurantonio | -            | fine carriera            |
| D        | Nicola Aloisi       | Fermana      | fine prestito            |
| D        | Luca Cacioli        | -            | fine carriera            |
| D        | Nicola Turi         | -            | svincolato               |
| D        | Giuseppe Mattera    | -            | svincolato               |
| D        | Cosimo Nannini      | Piacenza     | prestito                 |
| C        | Alessandro Mutti    | Gozzano      | fine prestito            |
| C        | Giacomo Quagliata   | Pro Vercelli | fine prestito            |
| C        | Christian Langella  | -            | svincolato               |
| C        | Enrico Piovanello   | Padova       | fine prestito            |
| C        | Franco Brienza      | -            | fine carriera            |
| C        | Andrea Feola        | -            | rescissione contrattuale |
| C        | Francesco Bolzoni   | Imolese      | prestito                 |
| A        | Luigi Liguori       | Napoli       | fine prestito            |
| A        | Pasquale Iadaresta  | -            | svincolato               |
| A        | Demiro Pozzebon     | -            | svincolato               |

### Sessione invernale(dal 2/1 al 31/1)
| Acquisti | Acquisti          | Acquisti   | Acquisti      |
| R.       | Nome              | da         | Modalità      |
| -------- | ----------------- | ---------- | ------------- |
| D        | Matteo Ciofani    | Pescara    | definitivo    |
| D        | Pierluigi Pinto   | Fiorentina | prestito      |
| C        | Mattia Maita      | Catanzaro  | definitivo    |
| C        | Karim Laribi      | Verona     | prestito      |
| C        | Francesco Bolzoni | Imolese    | fine prestito |
| A        | Rocco Costantino  | Triestina  | prestito      |

| Cessioni | Cessioni          | Cessioni | Cessioni                |
| R.       | Nome              | a        | Modalità                |
| -------- | ----------------- | -------- | ----------------------- |
| D        | Giuseppe Esposito | Fermana  | prestito                |
| D        | Bruno Cascione    | -        | rescissione consensuale |
| C        | Francesco Bolzoni | Lecco    | prestito                |
| C        | Tomasz Kupisz     | Trapani  | prestito                |
| C        | Theophilus Awua   | Livorno  | prestito                |
| A        | Roberto Floriano  | -        | risoluzione consensuale |
| A        | Franco Ferrari    | Livorno  | prestito                |
| A        | Samuele Neglia    | Fermana  | prestito                |

## Risultati

### Serie C

#### Girone di andata
| Arbitro: | D'Ascanio (Ancona) |

|  |           |                                 |
|  | Marcatori | 37’ (rig.) Antenucci 88’ D'Ursi |

| Arbitro: | Marcenaro (Genova) |

|                      |           |                                     |
| Antenucci 67’ (rig.) | Marcatori | 31’, 90+1’ Tounkara 76’ Bezziccheri |

| Arbitro: | Perenzoni (Rovereto) |

|                         |           |                                       |
| Marcheggiani 35’ (rig.) | Marcatori | 78’ F. Ferrari 90+4’ (rig.) Antenucci |

| Arbitro: | Zufferli (Udine) |

|              |           |            |
| Sabbione 63’ | Marcatori | 8’ Corazza |

| Arbitro: | Santoro (Messina) |

|                  |           |  |
| Mastropietro 74’ | Marcatori |  |

| Arbitro: | Gariglio (Pinerolo) |

|                      |           |                        |
| Antenucci 35’ (rig.) | Marcatori | 45+5’ (rig.) Jefferson |

| Arbitro: | Cudini (Fermo) |

|  |           |            |
|  | Marcatori | 43’ Simeri |

| Arbitro: | Angelucci (Foligno) |

|                                                    |           |  |
| Di Cesare 18’ Antenucci 28’ Costa 57’ Sabbione 67’ | Marcatori |  |

| Arbitro: | Meraviglia (Pistoia) |

|                          |           |  |
| Hamlili 60’ Sabbione 75’ | Marcatori |  |

| Arbitro: | Marcenaro (Genova) |

|                            |           |                 |
| Charpentier 9’ Illanes 73’ | Marcatori | 46’, 63’ Simeri |

| Arbitro: | Rutella (Enna) |

|                        |           |  |
| Awua 13’ Antenucci 61’ | Marcatori |  |

| Catania 27 ottobre 2019, ore 15:00 CET 12ª giornata | Catania           | 0 – 0 referto | Bari | Stadio Angelo Massimino (7 807 spett.)\| Arbitro: \| Marchetti (Ostia) \| |
| Arbitro:                                            | Marchetti (Ostia) |               |      |                                                                           |

| Arbitro: | Di Cairano (Ariano Irpino) |

|                          |           |                          |
| Antenucci 4’ Terrani 69’ | Marcatori | 60’ Taurino 65’ Emmausso |

| Arbitro: | Tremolada (Monza) |

|  |           |                                         |
|  | Marcatori | 21’ (rig.), 40’ Antenucci 58’ Di Cesare |

| Arbitro: | Colombo (Como) |

|  |           |               |
|  | Marcatori | 71’ Antenucci |

| Arbitro: | Pashuku (Albano Laziale) |

|               |           |                   |
| Antenucci 12’ | Marcatori | 90+1’ Cancellotti |

| Arbitro: | G. Miele (Nola) |

|  |           |                                      |
|  | Marcatori | 23’ Simeri 43’, 61’ (rig.) Antenucci |

| Arbitro: | Paterna (Teramo) |

|                        |           |             |
| Simeri 20’ Terrani 26’ | Marcatori | 30’ Emerson |

| Arbitro: | Meraviglia (Pistoia) |

|  |           |                                           |
|  | Marcatori | 60’ Hamlili 66’ Simeri 83’ (aut.) Rainone |

#### Girone di ritorno
| Arbitro: | Giaccaglia (Jesi) |

|            |           |  |
| Simeri 39’ | Marcatori |  |

| Arbitro: | Zufferli (Udine) |

|            |           |              |
| Bensaja 3’ | Marcatori | 90+4’ D'Ursi |

| Arbitro: | Maggio (Lodi) |

|                                                               |           |                                 |
| Antenucci 17’ (rig.) Simeri 55’, 79’ Neglia 90+3’ Maita 90+5’ | Marcatori | 68’ Del Regno 85’ (aut.) Bianco |

| Arbitro: | Marchetti (Ostia Lido) |

|           |           |              |
| Denis 68’ | Marcatori | 88’ Perrotta |

| Arbitro: | Feliciani (Teramo) |

|                                     |           |  |
| Antenucci 26’ (rig.) M. Ciofani 50’ | Marcatori |  |

| Arbitro: | Vigile (Cosenza) |

|                         |           |                           |
| Fella 16’ Jefferson 53’ | Marcatori | 7’ Antenucci 59’ Sabbione |

| Arbitro: | Di Graci (Como) |

|                                     |           |  |
| Laribi 9’ Antenucci 31’ Scavone 82’ | Marcatori |  |

| Arbitro: | Gualtieri (Asti) |

|                |           |               |
| Sainz-Maza 54’ | Marcatori | 45’ Antenucci |

| Arbitro: | Santoro (Messina) |

|                       |           |                       |
| Sini 66’ Ferrante 77’ | Marcatori | 62’ Laribi 79’ Simeri |

| Arbitro: | Cudini (Fermo) |

|                            |           |              |
| Antenucci 30’ Perrotta 50’ | Marcatori | 75’ Albadoro |

| Arbitro: | Gariglio (Pinerolo) |

|             |           |              |
| Kanoute 52’ | Marcatori | 1’ Antenucci |

| Bari 31ª giornata | Bari | – N.D. | Catania | Stadio San Nicola |

| Vibo Valentia 32ª giornata | Vibonese | – N.D. | Bari | Stadio Luigi Razza |

| Bari 33ª giornata | Bari | – N.D. | Bisceglie | Stadio San Nicola |

| Bari 34ª giornata | Bari | – N.D. | Paganese | Stadio San Nicola |

| Teramo 35ª giornata | Teramo | – N.D. | Bari | Stadio Gaetano Bonolis |

| Bari 36ª giornata | Bari | – N.D. | Rende | Stadio San Nicola |

| Potenza 37ª giornata | Potenza | – N.D. | Bari | Stadio Alfredo Viviani |

| Bari 38ª giornata | Bari | – N.D. | Casertana | Stadio San Nicola |

### Play-off

#### Fase nazionale
| Arbitro: | Marchetti (Ostia Lido) |

|                      |           |                 |
| Antenucci 30’ (rig.) | Marcatori | 72’ Vantaggiato |

| Arbitro: | Santoro (Messina) |

|                           |           |                |
| Di Cesare 20’ Simeri 119’ | Marcatori | 91’ K. Piscopo |

| Arbitro: | Paterna (Teramo) |

|            |           |  |
| Kargbo 50’ | Marcatori |  |

### Coppa Italia Serie C
| Arbitro: | Giaccaglia (Jesi) |

|                               |           |                          |
| Kupisz 30’ Antenucci 49’, 86’ | Marcatori | 31’ Caccetta 77’ Alberti |

| 14 agosto 2019 2ª giornata |  | – Turno di riposo Bari |  |  |

| Arbitro: | Costanza (Agrigento) |

|                           |           |  |
| Di Paolantonio 52’ (rig.) | Marcatori |  |

## Statistiche

### Statistiche di squadra
| Competizione         | Punti | In casa | In casa | In casa | In casa | In casa | In casa | In trasferta | In trasferta | In trasferta | In trasferta | In trasferta | In trasferta | Totale | Totale | Totale | Totale | Totale | Totale | D.R.  |
| Competizione         | Punti | G       | V       | N       | P       | GF      | GS      | G            | V            | N            | P            | GF           | GS           | G      | V      | N      | P      | GF     | GS     | D.R.  |
| -------------------- | ----- | ------- | ------- | ------- | ------- | ------- | ------- | ------------ | ------------ | ------------ | ------------ | ------------ | ------------ | ------ | ------ | ------ | ------ | ------ | ------ | ----- |
| Serie C              | 60    | 14+2    | 9+1     | 4+1     | 1       | 29+3    | 11+2    | 16+1         | 7            | 8            | 1+1          | 25           | 12+1         | 30+3   | 16+1   | 12+1   | 2+1    | 54+3   | 24+3   | +30+1 |
| Coppa Italia Serie C | 3     | 1       | 1       | 0       | 0       | 3       | 2       | 1            | 0            | 0            | 1            | 0            | 1            | 2      | 1      | 0      | 1      | 3      | 3      | 0     |
| Totale               | 63    | 15+2    | 10+1    | 4+1     | 1       | 32+3    | 13+2    | 17+1         | 7            | 8            | 2+1          | 25           | 13+1         | 32+3   | 17+1   | 12+1   | 3+1    | 57+3   | 27+3   | +30+1 |

### Andamento in campionato
| Giornata  | 1 | 2  | 3 | 4 | 5  | 6  | 7  | 8 | 9 | 10 | 11 | 12 | 13 | 14 | 15 | 16 | 17 | 18 | 19 | 20 | 21 | 22 | 23 | 24 | 25 | 26 | 27 | 28 | 29 | 30 | 31 | 32 | 33 | 34 | 35 | 36 | 37 | 38 |
| --------- | - | -- | - | - | -- | -- | -- | - | - | -- | -- | -- | -- | -- | -- | -- | -- | -- | -- | -- | -- | -- | -- | -- | -- | -- | -- | -- | -- | -- | -- | -- | -- | -- | -- | -- | -- | -- |
| Luogo     | T | C  | T | C | T  | C  | T  | C | C | T  | C  | T  | C  | T  | T  | C  | T  | C  | T  | C  | T  | C  | T  | C  | T  | C  | T  | T  | C  | T  | C  | T  | C  | C  | T  | C  | T  | C  |
| Risultato | V | P  | V | N | P  | N  | V  | V | V | N  | V  | N  | N  | V  | V  | N  | V  | V  | V  | V  | N  | V  | N  | V  | N  | V  | N  | N  | V  | N  | -  | -  | -  | -  | -  | -  | -  | -  |
| Posizione | 1 | 10 | 8 | 9 | 11 | 12 | 10 | 6 | 5 | 5  | 4  | 4  | 5  | 5  | 5  | 5  | 5  | 3  | 2  | 2  | 2  | 2  | 2  | 2  | 2  | 2  | 2  | 2  | 2  | 2  | -  | -  | -  | -  | -  | -  | -  | -  |

Fonte:  Classifica Serie C - Girone C, su lega-pro.com.
Legenda:

Luogo: C = Casa; T = Trasferta. Risultato: V = Vittoria; N = Pareggio; P = Sconfitta.

### Statistiche dei giocatori
| Giocatore     | Serie C  | Serie C | Serie C     | Serie C    | Coppa Italia Serie C | Coppa Italia Serie C | Coppa Italia Serie C | Coppa Italia Serie C | Totale   | Totale | Totale      | Totale     |
| Giocatore     | Presenze | Reti    | Ammonizioni | Espulsioni | Presenze             | Reti                 | Ammonizioni          | Espulsioni           | Presenze | Reti   | Ammonizioni | Espulsioni |
| ------------- | -------- | ------- | ----------- | ---------- | -------------------- | -------------------- | -------------------- | -------------------- | -------- | ------ | ----------- | ---------- |
| M. Antenucci  | 29+3     | 20+1    | 1+1         | 0          | 2                    | 2                    | 0                    | 0                    | 34       | 23     | 2           | 0          |
| T. Awua       | 17       | 1       | 0           | 0          | 0                    | 0                    | 0                    | 0                    | 17       | 1      | 0           | 0          |
| F. Berra      | 22+2     | 0       | 2           | 0          | 2                    | 0                    | 1                    | 0                    | 26       | 0      | 3           | 0          |
| R. Bianco     | 24+2     | -1      | 5           | 0          | 0                    | 0                    | 0                    | 0                    | 26       | -1     | 5           | 0          |
| B. Cascione   | 0        | 0       | 0           | 0          | 0                    | 0                    | 0                    | 0                    | 0        | 0      | 0           | 0          |
| R. Costantino | 3+2      | 0       | 0           | 0          | 0                    | 0                    | 0                    | 0                    | 5        | 0      | 0           | 0          |
| M. Ciofani    | 7+3      | 1       | 2+1         | 0          | 0                    | 0                    | 0                    | 0                    | 10       | 1      | 3           | 0          |
| F. Corsinelli | 18       | 0       | 2           | 0          | 1                    | 0                    | 0                    | 0                    | 19       | 0      | 2           | 0          |
| F. Costa      | 27+3     | 1       | 4           | 0          | 2                    | 0                    | 1                    | 0                    | 32       | 1      | 5           | 0          |
| V. Di Cesare  | 25+3     | 2+1     | 5+1         | 0          | 1                    | 0                    | 0                    | 0                    | 29       | 3      | 6           | 0          |
| E. D'Ursi     | 18+1     | 2       | 0+1         | 0          | 1                    | 0                    | 0                    | 0                    | 20       | 2      | 1           | 0          |
| G. Esposito   | 1        | 0       | 0           | 0          | 0                    | 0                    | 0                    | 0                    | 1        | 0      | 0           | 0          |
| F. Ferrari    | 13       | 1       | 1           | 0          | 2                    | 0                    | 0                    | 0                    | 15       | 1      | 1           | 0          |
| R. Floriano   | 9        | 0       | 0           | 0          | 1                    | 0                    | 0                    | 0                    | 10       | 0      | 0           | 0          |
| M. Folorunsho | 12+1     | 0       | 1           | 0          | 2                    | 0                    | 0                    | 0                    | 15       | 0      | 1           | 0          |
| P. Frattali   | 27+3     | -23+-3  | 3           | 0          | 2                    | -3                   | 0                    | 0                    | 32       | -29    | 3           | 0          |
| Z. Hamlili    | 18+3     | 2       | 6+1         | 0          | 1                    | 0                    | 0                    | 0                    | 22       | 2      | 7           | 0          |
| T. Kupisz     | 11       | 0       | 0           | 0          | 1                    | 1                    | 0                    | 0                    | 12       | 1      | 0           | 0          |
| K. Laribi     | 9+3      | 2       | 3           | 0          | 0                    | 0                    | 0                    | 0                    | 12       | 2      | 3           | 0          |
| L. Liso       | 0        | -0      | 0           | 0          | 0                    | -0                   | 0                    | 0                    | 0        | -0     | 0           | 0          |
| M. Maita      | 10+3     | 1       | 1           | 0          | 0                    | 0                    | 0                    | 0                    | 13       | 1      | 1           | 0          |
| D. Marfella   | 3        | -1      | 0           | 0          | 0                    | -0                   | 0                    | 0                    | 3        | -1     | 0           | 0          |
| S. Neglia     | 10       | 1       | 1           | 0          | 2                    | 0                    | 0                    | 0                    | 12       | 1      | 1           | 0          |
| M. Perrotta   | 28+2     | 2       | 3           | 1          | 1                    | 0                    | 0                    | 0                    | 31       | 2      | 3           | 1          |
| P. Pinto      | 0        | 0       | 0           | 0          | 0                    | 0                    | 0                    | 0                    | 0        | 0      | 0           | 0          |
| A. Sabbione   | 30+3     | 4       | 4+1         | 0          | 2                    | 0                    | 1                    | 0                    | 35       | 4      | 6           | 0          |
| M. Scavone    | 21+3     | 1       | 3           | 0          | 2                    | 0                    | 0                    | 0                    | 26       | 1      | 3           | 0          |
| A. Schiavone  | 25+3     | 0       | 5           | 0          | 1                    | 0                    | 0                    | 0                    | 29       | 0      | 5           | 0          |
| S. Simeri     | 28+3     | 10+1    | 2+1         | 0          | 2                    | 0                    | 0                    | 0                    | 33       | 11     | 3           | 0          |
| G. Terrani    | 25+2     | 2       | 2           | 0          | 2                    | 0                    | 1                    | 0                    | 29       | 2      | 3           | 0          |